# Thiên Thố
Chòm sao Thiên Thố 天兎/天兔, (tiếng La Tinh: Lepus) là một trong 48 chòm sao Ptolemy và cũng là một trong 88 chòm sao hiện đại, mang hình ảnh con thỏ.
Chòm sao này có diện tích 290 độ vuông, nằm trên thiên cầu nam, chiếm vị trí thứ 51 trong danh sách các chòm sao theo diện tích.
Chòm sao Thiên Thố nằm kề các chòm sao Bạch Dương, Lạp Hộ, Kỳ Lân, Đại Khuyển, Thiên Cáp, Điêu Cụ, Ba Giang.

## Tên gọi
Trước đó chòm Thiên Thố được coi là chiếc ngai của thợ săn Lạp Hộ, người Ai Cập gọi là chiếc thuyền của thần địa ngục Osiris, theo thần thoại Hy Lạp. Về sau người Hy Lạp cổ và người La Mã cổ hình dung hình ảnh con thỏ trong chòm sao này. Mặc dù là chỉ có các sao mờ, chòm sau Thiên Thố dễ tìm, vì nó nằm dưới chân hình người thợ săn trong chòm sáng Lạp Hộ.

## Thiên thể
Các thiên thể đáng quan tâm
- Sao đôi γ Lep có thể quan sát bằng ống nhòm, đó là hai sao lùn, nằm cách Mặt Trời chỉ 26 ly.
- R Lep là sao biến đổi có chu kì không đều, còn có tên là Sao Hind Crimson. Năm 1845, nhà thiên văn học người Anh John Russell Hind miêu tả nó như một giọt máu trên nền trời. R Lep là sao khổng lồ với nhiệt độ bề mặt thấp, khoảng 2700 K, khí quyển sao có chứa Cacbon và ngôi sao có một lớp vỏ chất bụi bao bọc. Do các phân tử Cacbon hấp thụ bức xạ màu lam bước sóng ngắn, nên ngôi sao phát ánh sáng đỏ, nhất là ở các giai đoạn sáng cực điểm. Thời gian gần đây, cấp sao biểu kiến của R Lep biến đổi giữa 5,5 đến 11,7m, với chu kì biến đổi từ 14 tháng đến vài chục năm[2].
- Phần sáng nhất của cụm sao cầu, với ký hiệu M79 hay NGC 1904 có đường kính góc 8', nhưng thực tế đường kính thực của nó khoảng 260 ly. M79 nằm cách Mặt Trời 42.500 ly và cách nhân Ngân Hà 63.500 ly.

Danh sách các sao có thể nhìn thấy bằng mắt thường (<6m)
| Danh pháp B | Danh pháp F | Tên riêng               | Cấp sao biểu kiến | Khoảng cách ly | Cấp phổ |
| ----------- | ----------- | ----------------------- | ----------------- | -------------- | ------- |
| α           | 11          | Arneb, Arnab            | 2,58m             | 1200           | F0 Ib   |
| β           | 9           | Nihal, Nibal            | 2,81m             | 159            | G4 II   |
| μ           | 5           |                         | 3,0 đến 3,4m      | 200            | B9 III  |
| ε           | 2           |                         | 3,19m             | 150            | K5 III  |
| ζ           | 14          |                         | 3,55m             | 80             | A3 V    |
| γ           | 13          |                         | 3,59m             | 26             | F6 + G5 |
| η           | 16          |                         | 3,71m             | 70             | F0 Iv   |
| δ           | 15          |                         | 3,76m             | 150            | G8 III  |
| λ           |             |                         | 4,29m             |                |         |
| κ           |             |                         | 4,36m             | 250            | B8 + F1 |
| ι           |             |                         | 4,45m             |                |         |
| θ           |             |                         | 4,67m             |                |         |
|             | 17          |                         | 4,92m             |                |         |
|             | 19          |                         | 5,28m             |                |         |
| ν           |             |                         | 5,25m             |                |         |
|             |             | R Leporis, Hind Crimson | 5,5 đến 11,7m     |                |         |
|             | 10          |                         | 5,53m             |                |         |
|             | 1           |                         | 5,74m             |                |         |
|             | 12          |                         | 5,88m             |                |         |